# Raalte
Raalte es una ciudad y un municipio de la provincia de Overijssel, en los Países Bajos, en el centro de la región de Salland. Cuenta con una superficie de 172,29 km ², de los que 1,21 km ² corresponden a la superficie ocupada por el agua. El 1 de enero de 2014 el municipio tenía una población de 36.519 habitantes, lo que supone una densidad de 214 h/km². 
La capital es la localidad homónima de Raalte, que con 20.015 habitantes es con diferencia el mayor núcleo de población del municipio. Otro núcleo importante es Heino, con 6891 habitantes, que fue municipio independiente hasta 2001. Tanto Raalte como Heino cuentan con estación de tren sprinter en la línea de Zwolle a Enschede. Además, atraviesa el municipio la autopista N35.
La base de la economía ha sido la agricultura y las pequeñas industrias alimenticias.

## Galería de imágenes

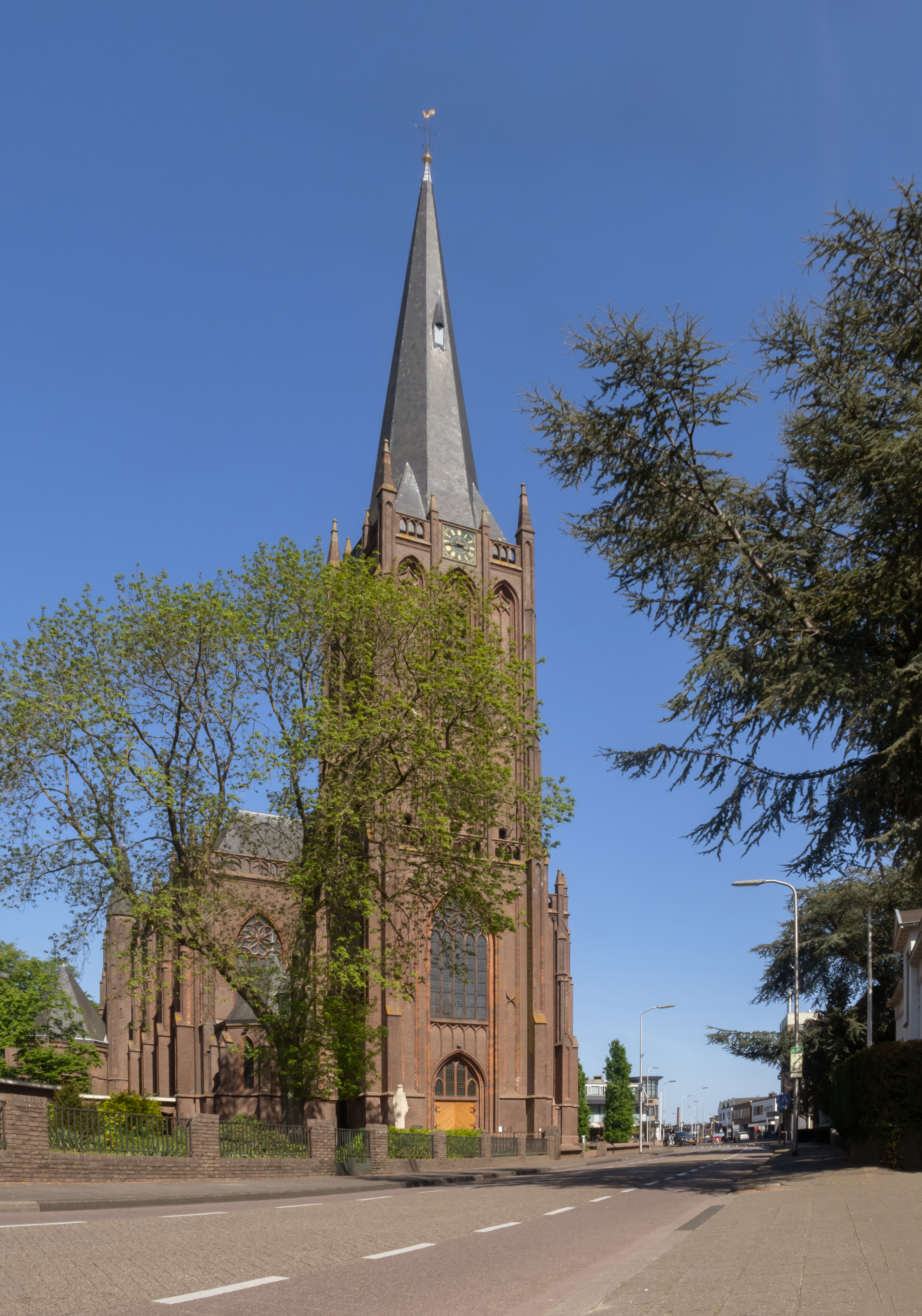
Raalte, la basílica van de Heilige Kruisverheffing en Raalte
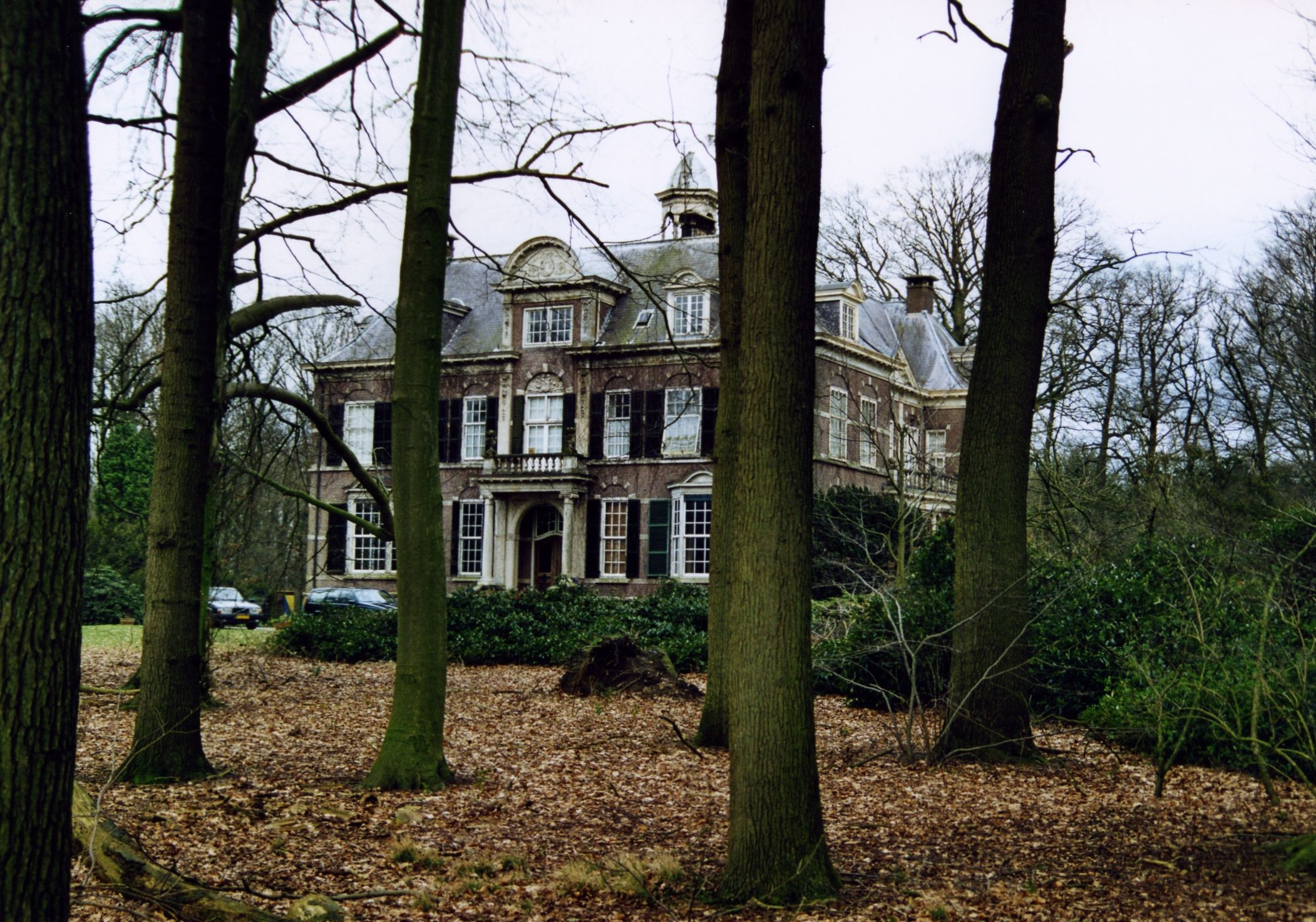
Mansión Reelaer en Raalte
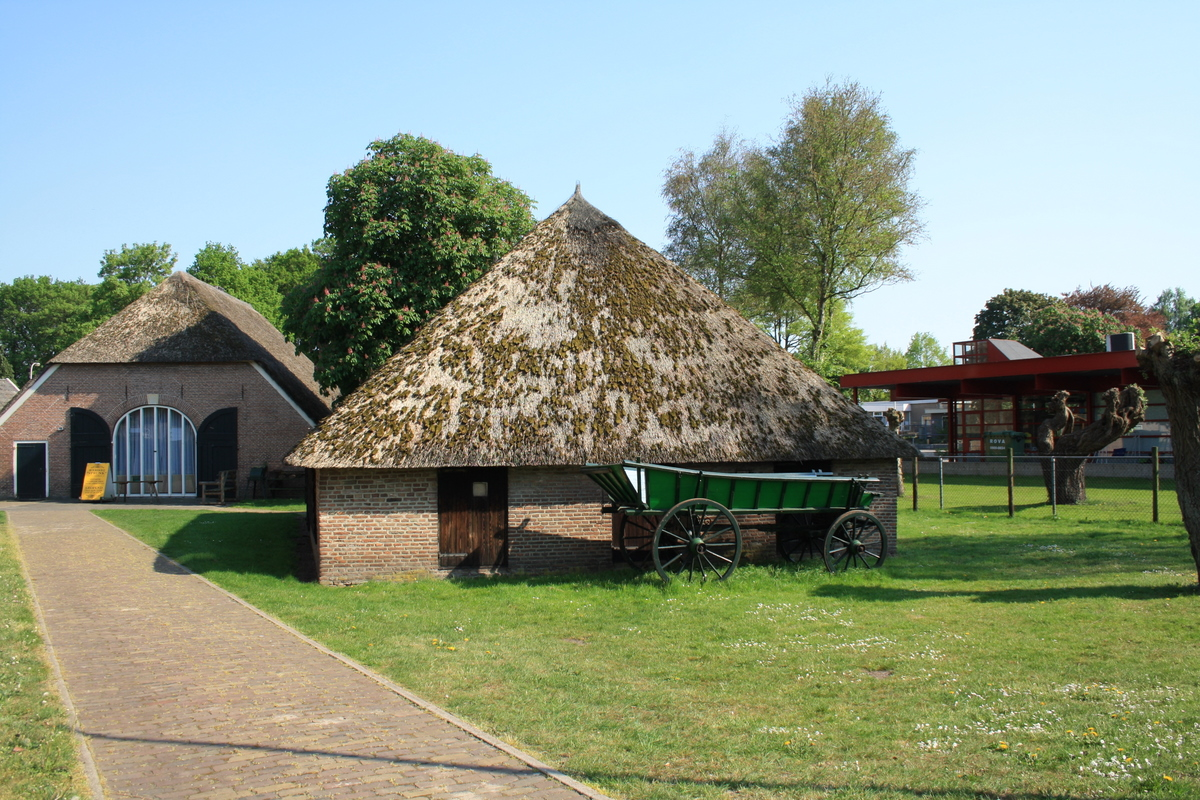
Rancho en Raalte
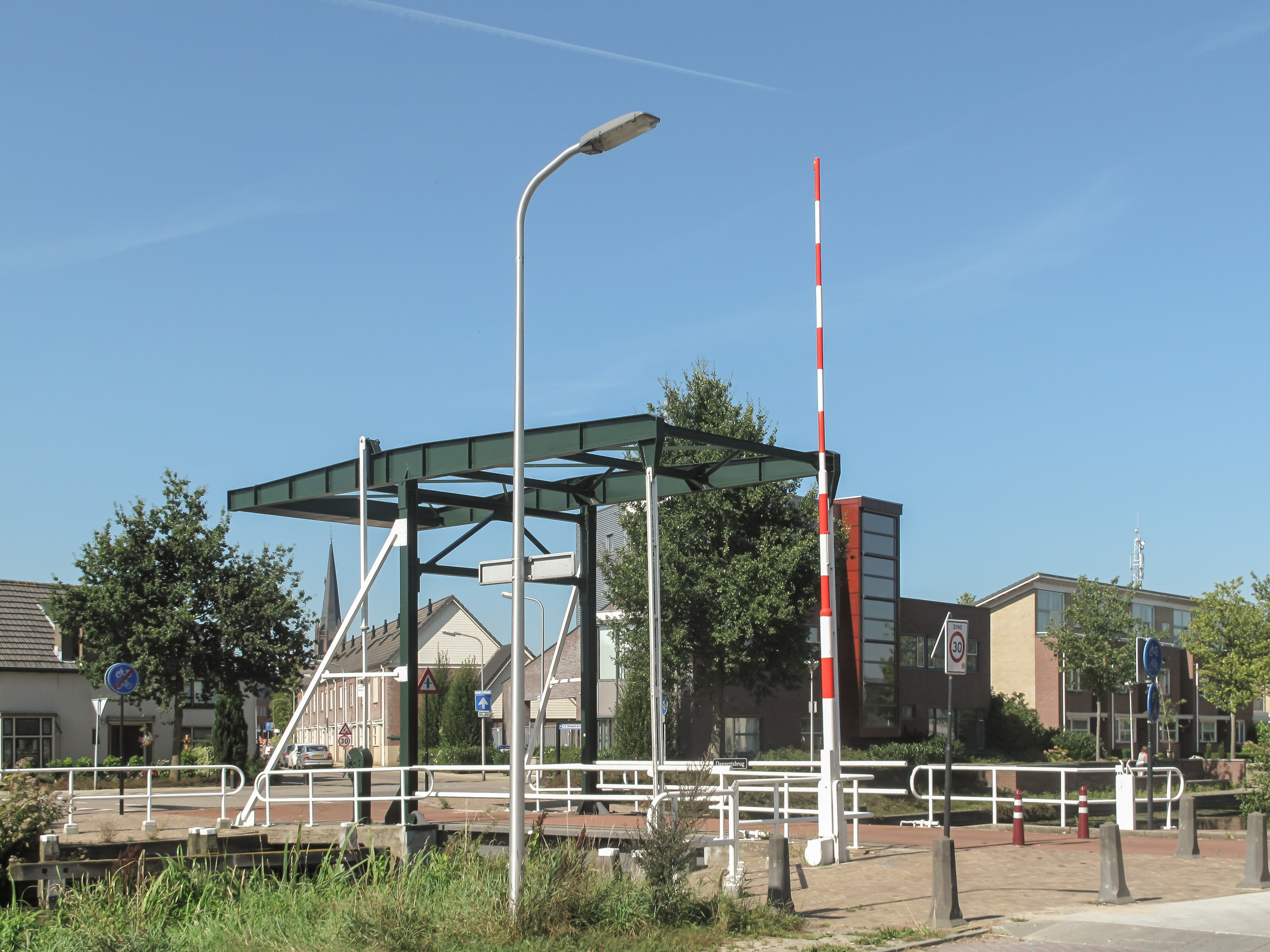
Puente basculante en Raalte
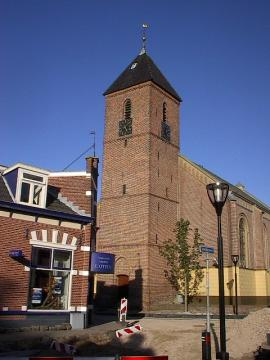
Iglesia reformada neerlandesa de Heino
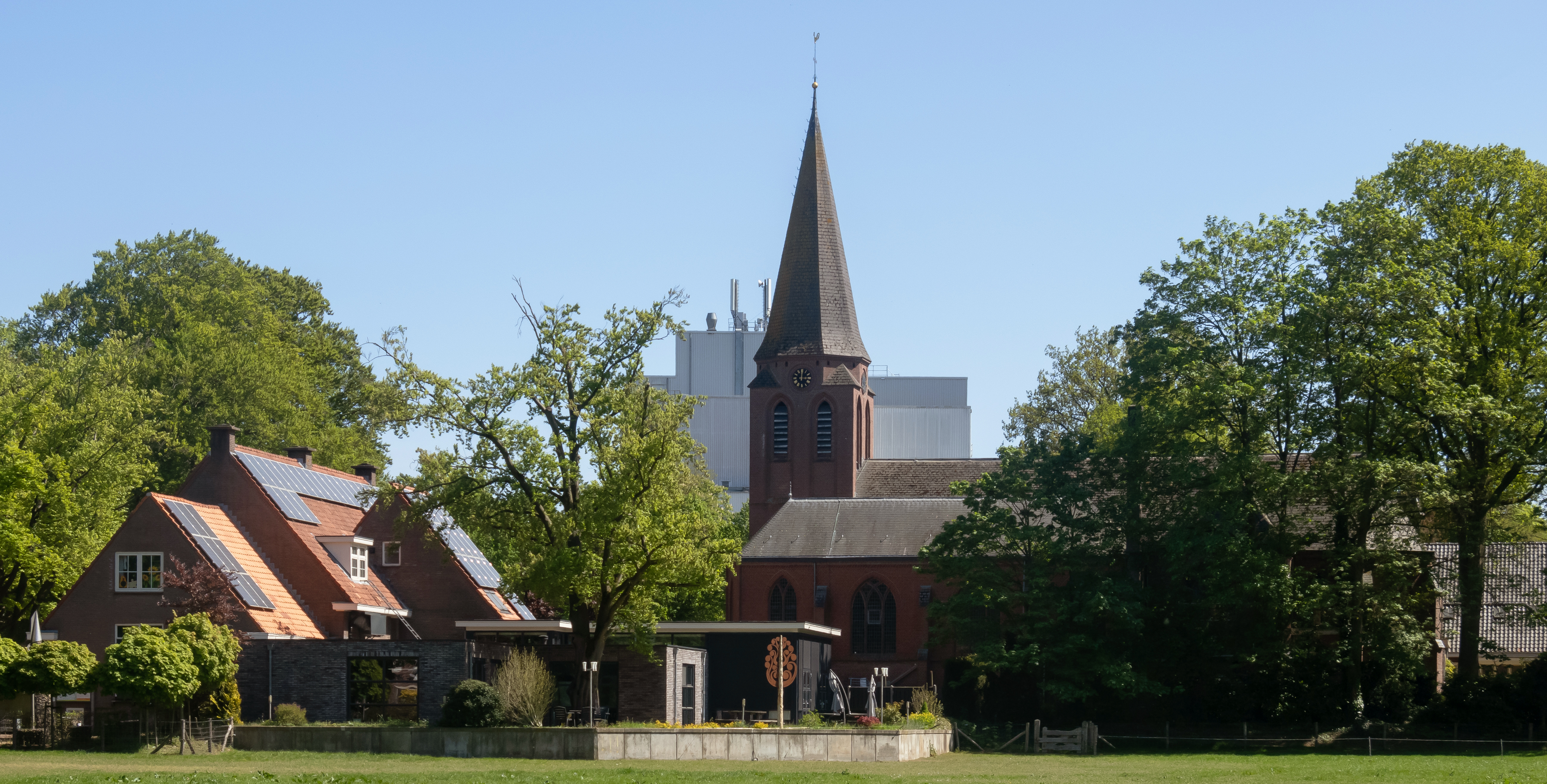
Iglesia católica en Luttenberg
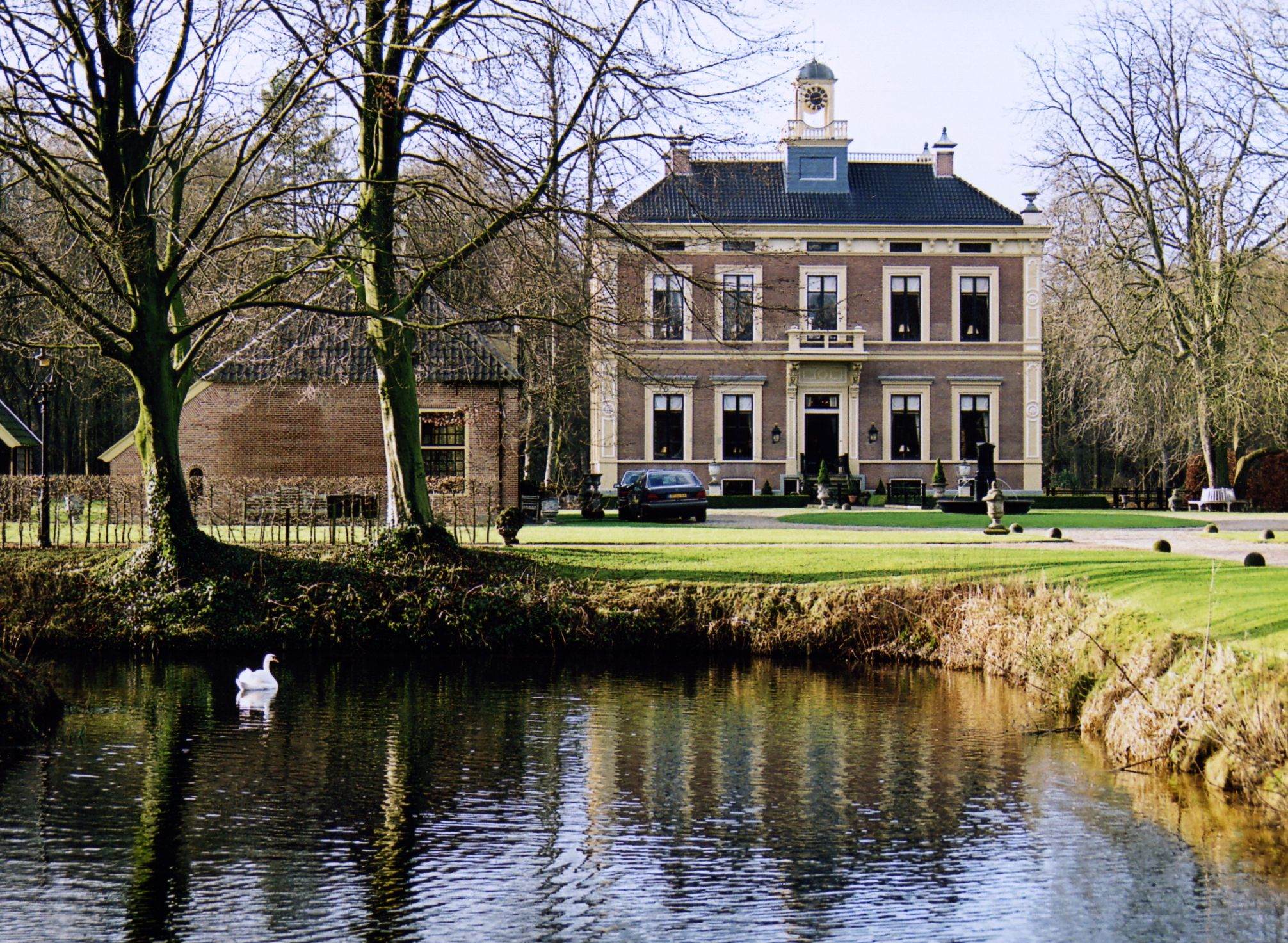
Den Alerdinck, mansión señorial en Laag Zuthem
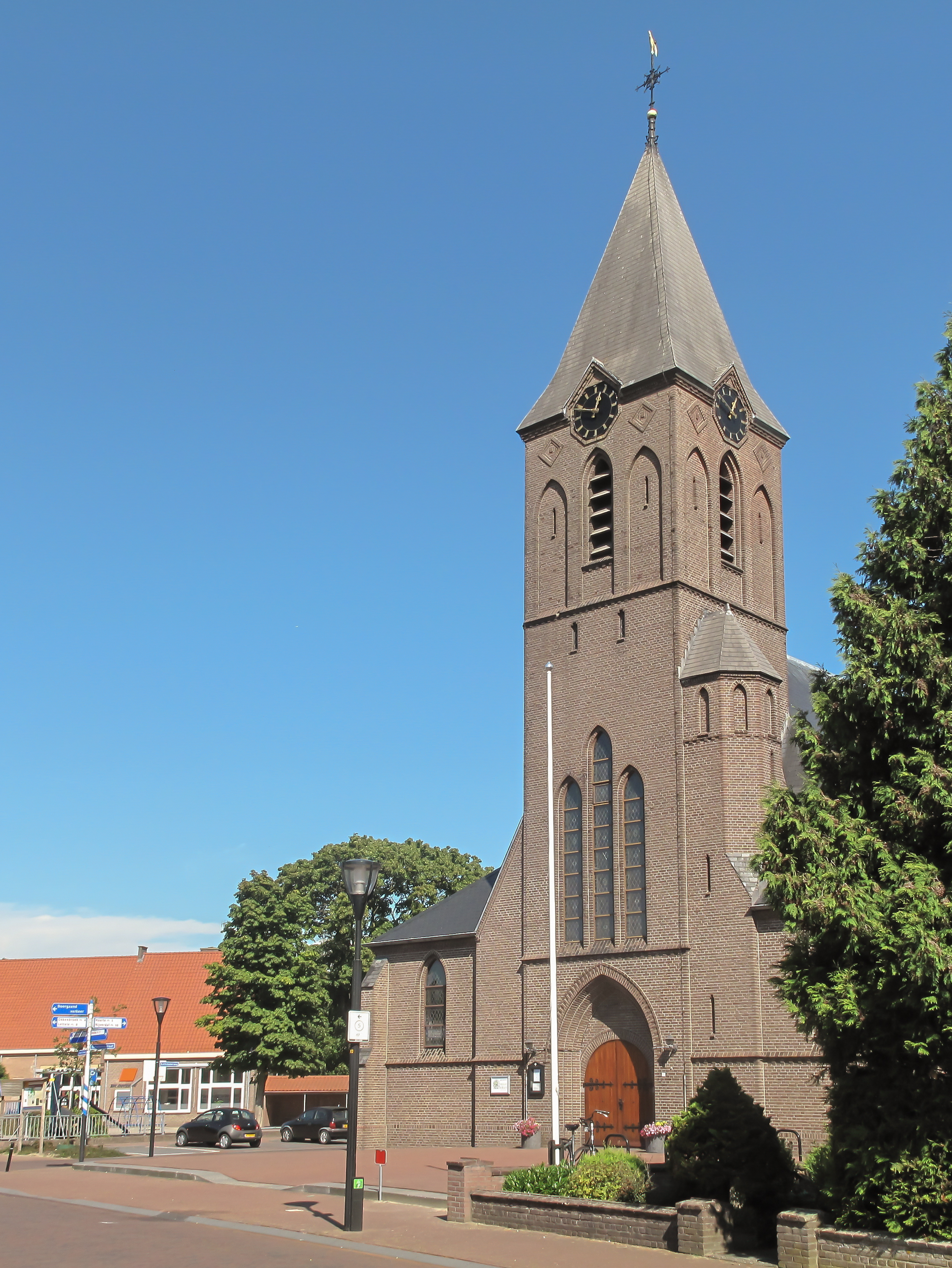
Iglesia en Nieuw Heeten